# Michael Steindorfner
Michael Steindorfner (* 13. Mai 1949 in Simbach am Inn) ist ein deutscher Richter und politischer Beamter (CDU).

## Leben

### Berufliche Laufbahn
Steindorfner studierte Rechtswissenschaft in Regensburg und Freiburg. 1977 trat er in den Justizdienst des Landes Baden-Württemberg ein. Zunächst war er am Landgericht Freiburg sowie an den Amtsgerichten Waldkirch, Titisee-Neustadt und Kenzingen tätig. 1978 wurde er persönlicher Referent des baden-württembergischen Justizministers Heinz Eyrich. 1981 übernahm Steindorfner die Leitung der Zentralstelle des Justizministeriums. 1985 wurde er Richter an der Außenstelle Freiburg des Oberlandesgerichts Karlsruhe. 1986 kehrte er ins Justizministerium zurück, wo er die Leitung des Personalreferats für den Oberlandesgerichtsbezirk Karlsruhe und die Verwaltungsgerichtsbarkeit übernahm. 1989 wurde er zum Leiter der Gesamtabteilung Personal, Organisation, Haushalt und EDV im Justizministerium befördert.
1998 wurde Steindorfner Amtschef des Justizministeriums Baden-Württemberg; 1999 wurde er zum Ministerialdirektor ernannt. Er amtierte bis 2011, als er nach der Bildung des grün-roten Kabinetts Kretschmann I in den einstweiligen Ruhestand versetzt wurde. Ihm folgte Bettina Limperg nach.

### Ehrenamtliches Engagement
Steindorfner war von 1994 bis 2021 Vorsitzender des Ortsvereins Renningen des Deutschen Roten Kreuzes (DRK). Seit 2006 ist er Kreisvorsitzender des DRK im Landkreis Böblingen. Seit 2010 ist er Justiziar des DRK-Landesverbands Baden-Württemberg.
Seit 2021 ist Steindorfner als Vertreter der Betroffenen Mitglied der Kommission zur Aufarbeitung sexuellen Missbrauchs an Kindern und Jugendlichen im Bistum Passau. Als Zehnjähriger wurde er im Passauer Seminar St. Maximilian sexuell missbraucht.

### Persönliches
Steindorfner wuchs in Passau auf, wo er das Abitur ablegte. Er ist verheiratet, hat drei Kinder und lebt in Renningen.

## Ehrungen und Auszeichnungen
- 2018: Henry-Dunant-Plakette[11]
- 2020: Bundesverdienstkreuz am Bande[12][13]